# Tuna Ötenel

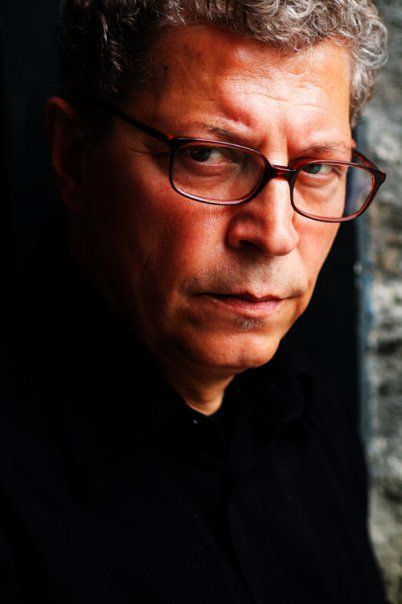
Tuna Ötenel (2011)

Tuna Ötenel (* 13. November 1947 in Istanbul) ist ein türkischer Jazzmusiker (Alt-, Tenor- und Sopransaxophon, Piano, Komposition).

## Leben und Wirken
Ötenel stammt aus einer Musikerfamilie; sein Vater, der Geiger Ahmetoğlu Cevdet Bey, gab ihm ersten Unterricht. Im Alter von fünf Jahren begann er mit dem Klavierspiel und gehörte bald darauf zum väterlichen Dinner- und Tanzorchester. Er lernte neben dem Klavier auch Schlagzeug und verschiedene Perkussionsinstrumente zu spielen. Noch vor dem Abschluss der Schule studierte er am Staatlichen Konservatorium in Ankara bei Ulvi Cemal Erkin und Ferhunde Erkin klassisches Piano. Unter dem Einfluss von Metin Gürel begann er sich für Jazzmusik zu interessieren; aus diesem Grund wurde er trotz guter Noten suspendiert.
1964 wurde Ötenel Mitglied der Jazzband von Gürel, wo er ab 1968 auch begann, Saxophon zu spielen. Nachdem er mit Şabar Yurdatapan, Atilla Özdemiroğlu und Cezmi Başeğmez in verschiedenen Bands zusammengearbeitet hatte, schloss er sich Mitte der 1960er Jahre der Band des Schlagzeugers Erol Pekcan an. Unter dem Titel Jazz Semai legten sie 1978 im Trio mit dem Bassisten Kudret Öztoprak das erste Jazzalbum in der Türkei vor, zunächst nur in einer Auflage von 500 Exemplaren (erst 2022 wurde es europaweit veröffentlicht). Auch tourte er in Europa mit dem Perkussionisten Okay Temiz; mit ihm und der Ney-Spielerin Aka Gündüz Kutbay entstand das Album Zikir (1979). Er gehörte zeitweise zur Fusionband Oriental Wind, mit der im selben Jahr auch das Album Chila-Chila entstand. In Schweden konzertierte er auch mit Maffy Falay.
In den 1980er Jahren trat Ötenel als Leiter eines Orchesters und Arrangeur bei verschiedenen Musikveranstaltungen auf. Weiterhin tourte er mit dem Modern Folk Trio; als Solist spielte er mit dem Emin Fındıkoğlu Orchestra und dem TRT Light Music and Jazz Orchestra unter der Leitung von Süheyl Denizci. 1994 produzierte und komponierte er sein Debütalbum Sometimes im Trio mit Pierre Michelot und Philippe Combelle. Seitdem hat er an vielen Festivals in der Türkei und im Ausland teilgenommen. 1999 veröffentlichte er ein weiteres Album mit derselben Rhythmusgruppe unter dem Titel L’Ecume de Vian, das hauptsächlich aus eigenen Werken besteht. 2000 folgte das Album Voyageur im Quartett mit Raoul de Souza. 2005 nahm er in Istanbul mit seinem dortigen Quintett das Album How Much Do You Love Me? auf. Im Laufe seiner Karriere hat er mit Musikern wie Benny Carter, Harry Sweets Edison, Karin Krog, Lennart Åberg, Bobo Stenson, Hilton Ruiz, Victor Sproles, Buster Williams, Herbie Hancock, Peter King, Jean-Loup Longnon, Janusz Szprot und Sibel Köse gespielt.
2008 wurde Ötenel für seine Verdienste für den Jazz in der Türkei auf dem Istanbul International Jazz Festival der Lifetime Award des Festivals verliehen.